# Шахтный
Шахтный — посёлок в Соль-Илецком районе Оренбургской области. Административный центр Пригородного сельсовета.

## География
Расположен в 10 км. (по дорогам) от райцентра Соль-Илецка. С запада к посёлку примыкает административно подчинённый ему посёлок Дом Инвалидов.

## История
Построен в 1937 году в связи устройством угледобычи.

## Население
| 2010 |
| ---- |
| 771  |

## Достопримечательности
Храм мученика Анатолия Никомидийского (РПЦ).